# Euselasia labiena
Euselasia labiena är en fjärilsart som beskrevs av William Chapman Hewitson 1870. Euselasia labiena ingår i släktet Euselasia och familjen Riodinidae. Inga underarter finns listade i Catalogue of Life.